# IC 1492
IC 1492 ist eine linsenförmige Galaxie vom Hubble-Typ S0-a im Sternbild Fische. Sie ist schätzungsweise 241 Millionen Lichtjahre von der Milchstraße entfernt.
Das Objekt wurde am 17. Oktober 1891 von dem Astronomen Edward D. Swift entdeckt.